# C/2013 G6 (Леммона)
C/2013 G6 (Lemmon) — одна з довгоперіодичних комет. Ця комета була відкрита 13 квітня 2013 року; вона мала 18.7m на час відкриття.